# 萨扬斯科耶市镇
萨扬斯科耶市镇（俄语：Саянское муниципальное образование）是俄罗斯联邦伊尔库茨克州切列姆霍沃区所属的一个市镇。其下辖有5个居民点，行政中心为萨扬斯科耶。据2016年统计，该市镇的人口为962人。